# Карпати. Коротка історія мандрів
Карпати. Коротка історія мандрів — книга-путівник української журналістки Ірини Пустиннікової, що стала першим продуктом видавництва Локальна історія у 2024 році. 
Ця книжка – історичний провідник Карпатами в усі пори року, який знадобиться і сучасним мандрівникам. 
Головний редактор – Віталій Ляска. Координаторка видання – Аліна Брода. Науковий редактор – Юрій Пуківський. Адаптація тексту – Дениса Мандзюка. Літературна редакторка – Анна-Марія Волосацька. Дизайн обкладинки – Анастасії Старко.

## Зміст
- Вступ

Зміст

- Трускавець. Насолода не для місцевих
- Сколе. Постале на попелищі
- Демня на околиці Сколього. Полювання для аристократів
- Гребенів. Гори за дві години від Львова
- Славсько. Лижна столиця бойків
- Свалявщина. Кваси для імператорів
- Воловець. На лижі через тунель і кордон
- Рахівщина. Говіркі французи та «сумного характеру поляки»
- Осмолода й Підлюте. Подарунок митрополита
- Делятин. Комфортно, ніби вдома
- Дора. Екзотика для мас
- Яремче. Краса та рейвах
- Микуличин. Відпочивати й дивуватись
- Ворохта. До гуцулів за всі гроші
- Заросляк. Відпочинок перед Говерлою
- Піп Іван. «Білий слон» серед карпатських вершин
- Дземброня. Село-загадка на тлі Чорногори
- Жаб’є. Гуцульська столиця
- Косів. Лічниця доктора Тарнавського
- Криворівня. Українські Атени
- Від Вижниці до Чернівців. Край поганих доріг і солодкого винограду

Фото Яремче

## Анотація
Запрошуємо Вас у подорож Карпатами сторічної давнини! Маршрут такий: у Трускавці п’ємо Нафтуся, відтак потягом “Нарти-дансинґ-бридж” прямуємо до Славська, оминаючи єгерів баронів Ґредлів десь в околицях Сколього, набуваємось з гуцулами в Жабйому, підіймаємося на Говерлу, перед тим підживившись наїдками на полонині Заросляк. Десь поміж тим можемо пограти в теніс у Микуличині чи потаборувати із пластунами поблизу Осмолоди. Хто забажає підлікувати нерви, то гріх оминути лічницю Тарнавського в Косові. Якщо пощастить, то перетнемося з Іваном Франком чи Михайлом Коцюбинським у Криворівні. Повертаючись додому, неодмінно прихопимо зі собою ементалю із полонини Квасівський Менчул. 

## Про авторку
Ірина Пустиннікова – журналістка, краєзнавиця, мандрівниця. Закінчила філологічний факультет Кам’янець-Подільського університету. Пише про історію та мандри. Досліджує карнавально-переберійну культуру Європи та українські зимові ритуали в ній. Співпрацює з журналами Фокус (журнал, Україна), “Кореспондент”, “Країна”, “Локальна історія” та іншими. Авторка найдавнішого краєзнавчого українського сайту “Замки і храми України”, сайту “Буковинські маланки” та понад десяти путівників регіонами України. Живе в Кам’янці-Подільському, виховує сина Григорія.

## Відгуки
Віталій Ляска стверджує: “Ця праця – напрочуд гармонійне поєднання легкості і ґрунтовності, до того ж оздоблене двома сотнями архівних світлин. Це той історичний нонфікшн, якого ми більше хочемо бачити на українському ринку”.